# Frances Margaret Taylor
Frances Margaret Taylor, cuyo nombre religioso era Madre Magdalena del Sagrado Corazón (20 de enero de 1832–9 de junio de 1900) fue una enfermera, editora y escritora, monja y superiora general inglesa y fundadora de la congregación religiosa católica Pobres Siervos de la Madre de Dios.

## Primeros años
Frances Taylor nació en Stoke Rochford, la menor de diez hijos de Henry Taylor (1777-1842), rector anglicano de una parroquia rural de Lincolnshire, y su esposa Louisa Maria Jones (1793-1869). Su abuelo paterno Richard Taylor (fl.1745-1829) había sido rector de parroquias en Wiltshire y Hampshire. Por parte de su madre, su familia eran comerciantes y tenderos en la ciudad de Londres. Su padre, graduado del Lincoln College de Oxford, había sido cura en St Mary Abbots, Kensington, donde en 1816 se casó. Su último nombramiento fue en Stoke Rochford en 1824, donde fue instituido por su patrón, el vicario de Kensington, Thomas Rennell (erudito), cuyas simpatías de la Alta Iglesia compartía.
Tras la muerte de Henry, la familia regresó a Londres en circunstancias reducidas, pero Louisa rechazó una sugerencia de que Frances fuera enviada a una escuela de huérfanos del clero. La familia pronto se mudó a Brompton, Londres, donde Frances y sus hermanas mayores se encontraron con el espíritu tractariano y la enseñanza en la Iglesia Holy Trinity Brompton. Unos años más tarde, la familia se mudó a St John's Wood, y más tarde a las cercanías de Regent's Park, posiblemente para estar más cerca de Christ Church, Albany Street, entonces una de las principales iglesias tractarianas de Londres. Las Hermanas de la Santa Cruz (Park Village) estaban cerca, la primera orden religiosa que se estableció en la Iglesia de Inglaterra desde la Reforma Protestante.
Frances desarrolló el deseo de servir a los pobres y vulnerables de Londres. En 1849 hizo una solicitud abortiva para convertirse en miembro de St John's House, con sede en Fitzroy Square, una escuela de enfermería que también funcionaba como una comunidad religiosa anglicana. En 1848 sus hermanas Emma y Charlotte se habían unido a una Hermandad Anglicana, las Hermanas de la Misericordia de la Santísima Trinidad (Devonport) fundadas por Priscilla Lydia Sellon. Frances hizo lo mismo alrededor de 1852, como "visitante", y parece que se quedó durante dos años. Estuvo involucrada en la formación de enfermeras y el trabajo hospitalario en Bristol, y parece haber servido como enfermera en Plymouth durante la epidemia de cólera de 1853. Para entonces, al igual que su hermana Charlotte, se había dado cuenta de que su vocación estaba en otra parte.

## Conversión y primeros años como católico

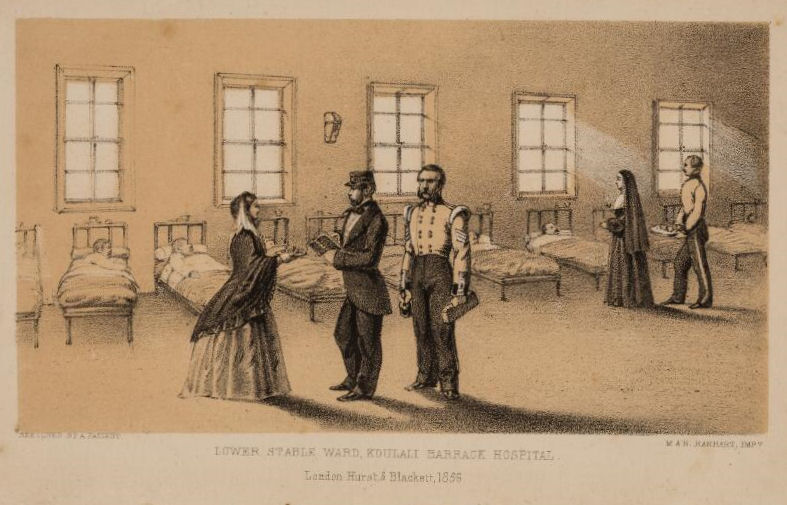
Litografía de la sala estable inferior en el Hospital Koulali Barrack en Crimea (1856)

En marzo de 1854 estalló la Guerra de Crimea. Frances se ofreció como voluntaria para enfermar en los hospitales militares de Turquía. Aunque era menor de edad, fue aceptada para el segundo grupo de enfermeras voluntarias que salió en diciembre de 1854, y se le unió allí su hermana Charlotte en abril de 1855.
Cuidó brevemente con Florence Nightingale en el Hospital Scutari, aunque fue crítica con la organización (particularmente con los suministros en el hospital) y poco después se mudó a otro hospital militar en Koulali. Allí se encontró con Mary Francis Bridgeman y las Hermanas de la Misericordia y la estoica soldadesca católica irlandesa. En las malas condiciones de los hospitales militares, Frances buscó el consejo del sacerdote Sydney Woollett, que estaba ayudando al capellán católico William Ronan. Fue recibida en la Iglesia católica por Woollett el 14 de abril de 1855.
Sus experiencias en tiempos de guerra aparecieron como su primer libro. Fue uno de los primeros relatos de testigos oculares publicados de los hospitales militares. El libro en su edición final (1857) incluyó un apasionado llamamiento a la reforma del sistema público de enfermería y, en general, del tratamiento de los pobres por parte de la sociedad contemporánea.
El delicado retrato en acuarela de Frances Taylor como enfermera, de un artista desconocido (izquierda), ha sido muy reproducido y copiado. A su regreso a Inglaterra, Frances se puso bajo la dirección de Henry Edward Manning, rector de Santa María de los Ángeles, Bayswater. Manning presentó a Frances a organizaciones caritativas católicas, permitiéndole trabajar con los pobres de Londres como deseaba.
Lady Georgiana Fullerton (1812-1885) tuvo una gran influencia en la vida de Frances, alentando y ayudando con su trabajo literario y caritativo. Se conocieron por primera vez c.1859 después de la publicación de la primera y más popular novela histórica de Frances, Tyborne, una historia de los mártires recusantes católicos del siglo XVI. Entre los años 1859 y 1866, Frances hizo esfuerzos decididos para encontrar una vocación religiosa, incluyendo el tiempo que pasó con las Hijas de la Caridad en París y las Filles de Marie (Hijas del Corazón de María) en Inglaterra.

## The Lamp
El precio de la mayoría de los periódicos los puso fuera del alcance de decenas de miles de trabajadores católicos. Para suministrarles una revista de un centavo, en 1846 Thomas Earnshaw Bradley fundó The Lamp. Bradley instó a los católicos a obtener una educación, enfatizando la ciencia como un medio para que los católicos mejoren su suerte. Imprimió artículos sobre la máquina de vapor, el telégrafo y el pararrayos. También dio gran parte de su espacio a la ficción católica, artículos descriptivos y similares, y se aventuró en una ilustración ocasional, un retrato o una imagen de una nueva iglesia; pero también proporcionó noticias e informó en las conferencias completas de Wiseman y otras notables declaraciones católicas. Durante años luchó contra la falta de capital, y durante un tiempo Bradley editó su periódico desde su habitación en la prisión de deudores de York. Su nombre merece un registro honorable como el pionero de la prensa católica popular.
En enero de 1863, Taylor se convirtió en propietaria y editora de The Lamp, una posición que mantuvo hasta junio de 1871. Tuvo durante algunos años una existencia próspera como revista popular. Los padres Rawes y Caswall, Lady Georgiana Fullerton, Miss Drane y Cecilia Caddell estuvieron entre sus colaboradores.

## Fundación de los Pobres Siervos de la Madre de Dios
En este momento, su director espiritual era el jesuita Peter Gallwey. Alrededor de 1865-7, con el apoyo de Manning y James Clare, rector de la Iglesia Jesuita, Farm Street, Frances visitó Irlanda para estudiar instituciones caritativas católicas, en parte para ayudar mejor a los emigrantes irlandeses en Inglaterra. Esta visita dio lugar a una de sus obras literarias más importantes, Irish Homes and Irish Hearts (1867), una obra del estado de la nación sobre la Irlanda contemporánea.
En 1867, Lady Georgiana Fullerton tradujo la regla de las "Pequeñas Siervas de la Inmaculada Concepción", una congregación rural polaca. Obtuvo permiso del fundador, Edmund Bojanowski, para establecer la congregación en Inglaterra. El 24 de octubre de 1868, con la ayuda de J. L. Biemans, un sacerdote belga que trabajaba en el área de Saffron Hill de Londres, Frances Taylor se hizo cargo de una supuesta rama inglesa de esta congregación. En febrero de 1869, por invitación de la orden de sacerdotes, los Oblatos de María Inmaculada, la comunidad se trasladó a la misión católica en Tower Hill, donde su ministerio incluía dirigir una escuela industrial y un comedor de beneficencia. Fue en esa etapa, después de la muerte de su madre, que Frances pudo convertirse en un miembro permanente del grupo.
De agosto a septiembre de 1869 Frances se dedicó a un viaje por Europa, para ver el trabajo de la comunidad polaca y conocer a su fundador. Antes de regresar a Inglaterra, Frances visitó la Casa Madre de las "Siervas de los Sagrados Corazones de Jesús y María" en Amberes. Mère Jeanne Telghuis, la fundadora, le aconsejó que se dedicara a lavar la ropa. El 24 de septiembre de 1869 la futura fundadora y dos de sus compañeras fueron recibidas como postulantes.
El 23 de enero de 1870 Frances Taylor tomó el nombre religioso de Sor María Magdalena del Sagrado Corazón. Cuando el arzobispo de Posen no permitió las adaptaciones propuestas por Frances a la regla de la congregación polaca, con el consejo de sus partidarios, fundó una congregación separada. La Congregación de los Pobres Siervos de la Madre de Dios nació así el 12 de febrero de 1872, cuando Frances hizo sus votos perpetuos.
En 1874 Frances Taylor conoció a Augustus Dignam, quien pronto se convertiría en su director espiritual y un importante consejero. En Londres, las principales obras de las hermanas fueron la visita y la lactancia de los pobres en sus propios hogares, la catequesis y también el rescate de mujeres jóvenes de la prostitución. Su amigo el cardenal Manning siguió siendo un firme partidario, y los primeros trabajos de la congregación con los pobres se centraron en su Arquidiócesis de Westminster.

## Últimos años
La congregación creció rápidamente, y para 1900, el año de la muerte de Frances Taylor, los Pobres Siervos de la Madre de Dios administraban más de veinte conventos e instituciones, incluido el Hospital Libre de Providence, St Helens, Lancashire. La congregación se basaba principalmente en Inglaterra e Irlanda, pero también había conventos en París y Roma. El trabajo se centró en refugios y albergues, escuelas y orfanatos, y atención médica. Como resultado de sus experiencias traumáticas como enfermera en Crimea, Frances Taylor sufrió mucho de insomnio. También sufrió de edema durante muchos años, y en 1894 se le diagnosticó diabetes. Murió en el convento de Soho Square, Londres, el 9 de junio de 1900, después de una larga y dolorosa enfermedad. En el sermón predicado en su funeral, Francis Scoles declaró que "con dolores y oración ha dejado una obra perfecta". La muerte de Frances Taylor fue ampliamente notada en Gran Bretaña y en el extranjero, y una gran cantidad de condolencias escritas provinieron de clérigos y religiosos, incluso de lugares tan lejanos como Australia y los Estados Unidos.
En septiembre de 1959, los restos de Frances Taylor fueron trasladados del cementerio de Mortlake, Surrey, a la capilla de la Casa Generalicia y Noviciado de los Pobres Siervos de la Madre de Dios en el convento de Maryfield, Roehampton, Londres, y colocados en una bóveda frente al altar del Sagrado Corazón.

## Obras literarias
Frances Taylor escribió para el servicio de la Iglesia Católica, y también para el apoyo financiero de su familia y luego de la congregación religiosa que fundó. Su libro Religious Orders fue impreso por Victoria Press de Emily Faithfull, que se había establecido específicamente para proporcionar empleo a las mujeres.
Algunas de sus obras de no ficción son difíciles de categorizar, yendo ampliamente bajo los encabezados de historia, diario de viaje, comentario social, biografía y materia devocional. Además de estos y sus diversas obras de ficción, principalmente colecciones de cuentos, escribió numerosos artículos para revistas católicas, y fue activa como traductora del francés.
En julio de 1864 se convirtió en fundadora-editora de la principal revista literaria católica The Month, cargo que ocupó durante un año hasta que fue asumida por los jesuitas. Fue en esta revista bajo su dirección editorial que se publicó por primera vez el poema de John Henry Newman The Dream of Gerontius.
En 1884 ayudó a Dignam a publicar su popular Mensajero del Sagrado Corazón, el órgano del Apostolado de la Oración. Sus obras también la pusieron en contacto con figuras literarias clericales, como Henry Foley, el historiador de la Compañía de Jesús, y Matthew Russell, el fundador-editor del Irish Monthly. La mayoría de sus trabajos publicados fueron producidos inicialmente bajo seudónimo, a veces apareciendo inicialmente en revistas antes de su publicación como libros, y su identificación y datación es a menudo problemática. Muchos pasaron por varias ediciones.

## Principales obras publicadas
- Eastern Hospitals and English Nurses (1856)[10]
- Tyborne and who went Thither (1859)[11]
- May Templeton, a Tale of Faith and Love (1859)
- St Winefride; or Holywell and its pilgrims. A sketch (c.1860)
- Agnes, or the Fervent Novice (translated, n.d. ?1860s)
- Offerings for Orphans, a series of original pieces in Prose and Verse by Living Authors (1861)
- Holiday Tales and Conversations (1861)
- Religious Orders[23]
- Congregations of Women (1862)
- Irish Homes and Irish Hearts (1867)[15]
- Practical Meditations for every day of the Year (1868)
- Holy Confidence (1869)[24]
- Dame Dolores and other Stories (1874)
- The Stoneleighs of Stoneleigh, and other stories (1879)
- Short Meditations according to the Method of St Ignatius (1880)
- Life of Jeanne de la Noue – A Marvellous History (1884)
- Lost and other Tales (c.1884)
- A Pilgrim's Guide to Rome (1887)
- Master Will and Wont and other Stories (1887)[25]
- Life of Father John Curtis of the Society of Jesus (1889)
- A Shrine and a Story (c.1889)
- Forgotten Heroines (c.1890)
- Memoir of Father Dignam (1895)
- Retreats given by Father Augustus Dignam (c.1896-8)
- Conferences given by Father Augustus Dignam (c.1897)
- The Inner Life of Lady Georgiana Fullerton (c.1899)
- Convent Stories (1900)

## Carisma y espíritu
Mary Campion Troughton, su primera biógrafa, ha escrito sobre el impacto de Taylor en la comunidad que fundó. Esto se logró a través de su determinación de garantizar una capacitación adecuada para las hermanas, tanto espiritual como profesional; su cuidado de todos sus cargos, tanto en la comunidad como entre aquellos a quienes servían; y en su preocupación por ser un ejemplo personal de humildad y trabajo.
Tenía una devoción particular a la Encarnación, a la maternidad de la Santísima Virgen María y al Sagrado Corazón de Jesús. Las pinturas del "Alegato del Sagrado Corazón" y la Anunciación que fueron diseñadas (aunque no ejecutadas) por ella son efectivamente expresiones visuales de sus creencias teológicas.
Para Frances Taylor, el Sagrado Corazón era tanto un símbolo de la Encarnación como la expresión más perfecta del amor de Dios por la humanidad. De ahí su estrecha colaboración con Dignam en su trabajo para el Apostolado de la Oración, que tenía el objetivo de difundir la devoción al Sagrado Corazón, particularmente entre los pobres urbanos, y también buscó alentar el trabajo del Apostolado en Irlanda. También había sido fuertemente influenciada por los modelos franceses de la vida espiritual y religiosa, particularmente el ejemplo de Vicente de Paúl, y esta influencia francesa se refleja en su apego a la devoción a la Santa Faz de Jesús, bastante inusual en un contexto inglés.

## Causa de canonización
La primera oración por la beatificación de la Madre Magdalena fue publicada en 1935. Una causa para la beatificación de la Madre Magdalena Taylor fue abierta por el cardenal Basil Hume en 1982. Por un decreto de la Congregación Vaticana para las Causas de los Santos, la Madre Magdalena fue declarada venerable el 12 de junio de 2014.